# أندير أولايزولا
أندير أولايزولا أغيري (بالإسبانية: Ander Olaizola)‏ (من مواليد 24 يوليو 1989 في زاراوتز، غويبوسكوا) هو لاعب كرة قدم إسباني ، يلعب لنادي ليفانتي ب، في مركز خط الوسط.

## وصلات خارجية
- BDFutbol profile
- Futbolme profile (بالإسبانية)